# Tehnicolor
Technicolor (sau hidrotipie) este procedeul tehnic de realizare prin transfer de coloranți a tirajului de copii pozitive color, pentru difuzare în cinematograf, folosit de cele mai multe dintre primele filme color.
Acesta se desfășoară în trei etape:
- Realizarea selecțiilor de culoare: Negativul color cu trei straturi de emulsie, este copiat prin trei filtre de culoare (indigo, verde, roșu), pe trei copii pozitive pe peliculă pancromatică alb/negru, obținându-se copii pozitive intermediare, reprezentând selecții pozitive de culoare în alb/negru.

În continuare, pe peliculă negativă ortocromatică alb-negru, se realizează trei contratipe, care sunt selecții negative de culoare în alb-negru.
- Executarea matrițelor. Cele trei contratipe, selecții de culoare în alb-negru, se copiază pe trei pelicule cu o emulsie specială, care după developare va conține o imagine pozitivă în relief.

- Imprimarea copiilor. Aceasta se face cu ajutorul unei mașini speciale; matrițele se încarcă cu o peliculă specială, blanc film, care conține o fonogramă (pistă de sunet), iar în locul fotogramei un strat de gelatină incoloră. Cele trei matrițe îmbibate cu coloranți în soluții apoase, prin presare, vin pe rând în contact cu blanc filmul, colorându-l.

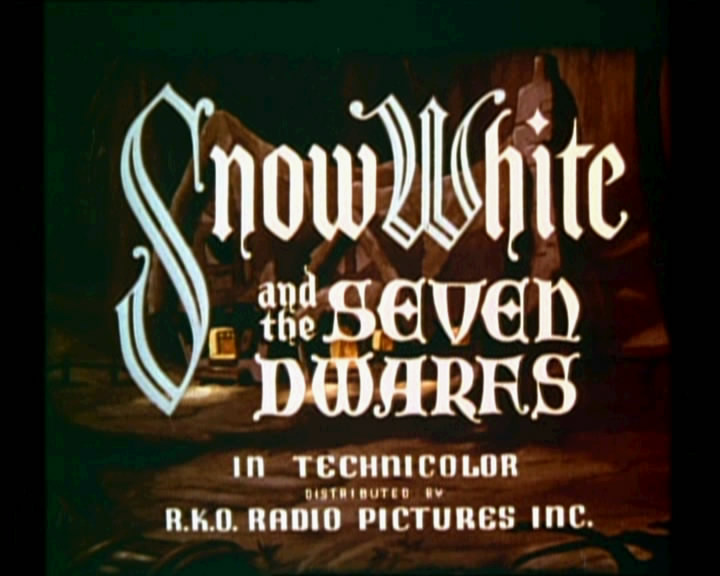
Albă ca zăpada şi cei 7 pitici (afiş)

Acest procedeu folosit de Technicolor Corporation începând cu anul 1920, a devenit cel mai popular procedeu la Hollywood între 1922 și 1952. La început imaginile erau destul de stridente ca să facă pe mulți realizatori să-l ocolească în realizarea filmelor de artă și nu numai. Procedeul britanic, Kinemacolor este predecesorul Technicolorului. În 1929, în Germania este dezvoltat procedeul AGFA.
Concurența, face ca Technicolorul să fie îmbunătățit. Fiecare studiou are varianta lui de film color (Metrocolor, Werner Bros Color). Astfel, s-a ajuns la producția de vârf a cinematografiei americane, răsunătorul film Pe aripile vântului în acest sistem color.
Culorile au început să fie cât mai apropiate de realitate. Acest lucru a făcut să fie folosit în realizarea unor filme muzicale cum sunt Cântând în ploaie, Vrăjitorul din Oz, filme de acțiune ca Aventurile lui Robin Hood, Ioana D'Arc și a desenelor animate ca Tom și Jerry, Albă ca Zăpada și cei șapte pitici sau Fantasia.

## Notă
Denumirea articolului de mai sus Technicolor este o denumire tehnică în conformitate cu „Tehnica filmului de la A la Z”, cordonator carte ing. Alexandru Marin, Editura tehnică, București,1979, pag.274.